# Leptodactylus plaumanni
Leptodactylus plaumanni és una espècie de granota que viu a l'Argentina, el Brasil i, possiblement també, el Paraguai.
Està amenaçada d'extinció per la pèrdua del seu hàbitat natural.